# Eclissi solare del 22 gennaio 1879
L'eclissi solare del 22 gennaio 1879 è un evento astronomico che ha avuto luogo il suddetto giorno, attorno alle ore 11.53 UTC.L'eclissi, di tipo anulare, è stata visibile in alcune parti dell'Africa meridionale.
L'eclissi è durata 3 minuti e 3 secondi.

## Eventi collegati
ll 22 gennaio 1879, circa 1.700 soldati britannici e oltre 1.000 guerrieri Zulu furono uccisi durante la Guerra anglo-zulu in Sudafrica. Alle 14:29 ci fu un'eclissi solare e, secondo la leggenda, ciò motivò gli Zulu, convinti che l'eclissi fosse un segno indicatore che li avrebbe favoriti nella vittoria. Il conflitto fu chiamato Battaglia di Isandlwana, che in lingua Zulu si traduce in "il giorno della luna morta".